# Hutaree
Hutaree /hu:´ta:ri:// fue un grupo paramilitar del Movimiento de milicias que seguía la ideología del Movimiento Patriota Cristiano, con sede en la localidad de Adrian, en Míchigan, en los Estados Unidos. El grupo se formó a inicios de 2006. El nombre "Hutaree" es un neologismo; el sitio de web del grupo decía que el nombre significa "guerreros cristianos", pero el FBI confirmó que esta palabra no tenía un origen cristiano, siendo probablemente un modismo usado por los miembros. El grupo se volvería muy conocido en 2010 después que una investigación del FBI llevase a la detención de sus miembros y fuesen enjuiciados por conspirar y planear ataques violentos, confesando más tarde, planes para matar un agente policial y para atacar el funeral con artefactos explosivos improvisados. El juez rechazó estos cargos y tres miembros se declararon culpables de poseer una ametralladora, siendo sentenciados a prisión.

## Historia e ideología
Los Hutaree han afirmado, "Vemos que el fin de la era se acerca rápidamente, y con él algunos tiempos muy difíciles por delante, según lo predicho por la palabra de Dios" La milicia con sede en Míchigan fue acusada de conspirar para matar a agentes de policía alegando que "se está preparando para la batalla con el Anticristo", según un sitio web presuntamente dirigido por el grupo. "Jesús quería que estuviéramos listos para defendernos usando la espada y mantenernos vivos usando equipo", decía Hutaree.com. El grupo define su propósito como "Lo único en la tierra para salvar el testimonio y los que lo siguen, son los miembros del testimonio, hasta el regreso de Cristo en las nubes. Nosotros, los Hutaree, estamos preparados para defender a todos los que pertenecen a Cristo y salvarlos. quienes no lo son. Todavía difundiremos la palabra y lucharemos por mantenerla, hasta el momento de la gran venida.
Según otras fuentes, el grupo usualmente practicaban el supervivencialismo, además de que mayoría de los miembros eran votantes activos con afiliaciones de partidos políticos no identificados. Se sabe que los Hutaree ayudaron a otras milicias en el pasado, con cosas como la búsqueda de personas desaparecidas.
También grabaron diversos videos publicados en el sitio web de Hutaree, han apoyado a varias organizaciones de derecha, políticos y comentaristas de noticias. Un exmiembro del líder de Hutaree, David Stone, afirmó que era un "fanático de Ron Paul" (conocido excongresista texano llamado defensor de la libertad en la política)." La insignia usada por el grupo incluye una espada, lanzas cruzadas y las letras "CCR" que significan "Colonial Christian Republic" (República colonial cristiana). Los miembros de Hutaree también usaban su propio sistema de rangos militares con títulos desde los más altos hasta los más bajos tales como "Radok", "Boramander", "Zulif", "Arkon", "Rifleman" (fusilero), "Lukore", y  "artillero". En su sitio web, todos los miembros de la policía y los militares que apoyarían el actual sistema de gobierno local, estatal o federal de los EE. UU. Se describen como miembros de una hermandad malvada y el Hutaree los considera sus enemigos.
El grupo permaneció exclusivamente cristiano, pero intentó mantener relaciones con individuos y grupos que se adhieren a otras creencias, especialmente dentro del movimiento de milicias. A un miembro de la milicia del grupo, llamado Matt Savino, se le negó la membresía en el Hutaree cuando reveló que era musulmán. Se refirió a Savino para unirse a la Milicia de Míchigan por el Hutaree, quien rechazó su membresía pero mantuvo contacto con el Sr. Savino. Savino finalmente fue elegido para ser "Coronel" en la Milicia de Míchigan.  Sabino más tarde o proporcionó información al Buró Federal de Investigación (FBI) que parece haberles ayudado a capturar al último cabecilla Hutaree acusado, Joshua Stone. Algunos periodistas enfatizaron que las creencias del grupo no eran en realidad cristianas. Sus puntos de vista se basaron solo en unos pocos versículos de la Biblia que fueron sacados de contexto y sobre los cuales se construyó su propia teoría, sacando párrafos a conveniencia de su ideario.

## Investigación criminal
Durante el 28 al 30 de marzo de 2010, nueve miembros de la milicia fueron arrestados en distintas redadas llevadas a cabo en Míchigan, Ohio, y Hammond (Indiana), por conspirar para asesinar varios oficiales de policía y el uso ilegal de armas de fuego y explosivos. Un agente encubierto desempeñó un papel durante la investigación que condujo a las acusaciones. El testimonio del gran jurado de un agente de la ley se refirió a un "agente encubierto del FBI" que trabajó en el caso; el FBI declinó en comentar, pero la infiltración es una táctica común para los funcionarios encargados de hacer cumplir la ley que se dirigen a restringir a los grupos de milicias nacionales. Tiempo después el polémico comentarista político Hal Turner reveló el nombre del agente.
El grupo argumentaba que estaban preparando la batalla final librada durante el apocalipsis batalla en contra de las fuerzas del Anticristo, que era apoyado y defendido por las fuerzas policiales locales, fuerzas estatales y las fuerzas federales.

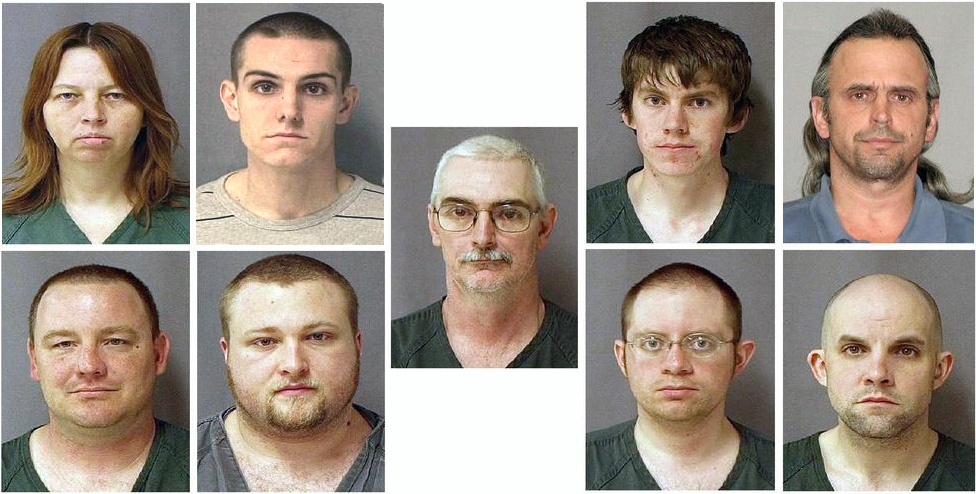
Los miembros arrestados presentados en orden: Tina Mae Stone, Joshua Matthew Stone, David Brian Stone Sr., David Brian Stone Jr., Thomas William Piatek, Michael David Meeks, Kristopher T. Sickles, Joshua Clough y Jacob J. Ward.

El 3 de mayo de 2010, un juzgado federal ordenó que los nueve miembros fueran liberados bajo fianza hasta su juicio, diciendo que los fiscales no pudieron demostrar que los acusados representarían un peligro si son liberados. La Oficina del Fiscal de los Estados Unidos declaró que el Hutaree supuestamente planeó "matar a un miembro no identificado de la policía local y luego atacar a los agentes de la ley que se reúnen en Míchigan para el funeral". El comunicado de prensa indicó además que nueve habían sido acusados por un gran jurado federal en Detroit por cargos de conspiración sediciosa, intento de uso de armas de destrucción masiva, enseñar el uso de materiales explosivos y portar un arma de fuego durante un crimen con violencia. La acusación dice que Hutaree planeó atacar vehículos policiales no especificados durante la procesión fúnebre para un oficial no especificado o agentes que planearon matar en una ocasión no especificada, utilizando artefactos explosivos improvisados de gran penetración no especificados (que según la ley federal se consideran "armas de destrucción masiva").
Algunos artículos sugirieron que Hutaree aún no había determinado a quién en la policía matarían, o incluso que deseaban matar a un oficial de la ley para comenzar una guerra con la policía, sin tener un objetivo específico. Incluso el FBI llegó a colaborar con otros grupos milicianos durante la investigación.

### Miembros en custodia y juicio
Un total de nueve miembros fueron arrestados durante las redadas:
- Tina Mae Stone, 44
- Joshua Matthew Stone, 21
- David Brian Stone Sr., 44, center (alias "RD", "Joe Stonewall", "Captain Hutaree")
- David Brian Stone Jr., 19 (alias "Junior")
- Thomas William Piatek, 46
- Michael David Meeks, 40
- Kristopher T. Sickles, 27 (alias "Pale Horse")
- Joshua Clough, 28 (alias. "Azzurlin", "Az", "Mouse", "Jason Z", "Charles")
- Jacob J. Ward, 33 (alias "Jake", "Nate")[26]

El 3 de mayo de 2010, la jueza distrital Victoria A. Roberts ordenó poner en libertad provisional a los nueve acusados, a pesar de la objeción de los fiscales federales. "La orden no dice nada sobre los aspectos financieros de los bonos. En la corte federal, los acusados normalmente son liberados con bonos no garantizados de $ 10.000, lo que significa que no tienen que poner dinero". Además de estar confinados en sus hogares, fuera del tiempo que pasan fuera del trabajo (o mientras buscan empleo según las condiciones federales estándar de libertad preventiva), se establecieron algunos requisitos adicionales para los acusados individuales, por ejemplo, el supuesto líder David Brian Stone Sr. se le prohibió tener contacto con un activista de la milicia con base en Míchigan Mark Koernke.
En enero de 2012, un juez federal emitió una orden otorgando la moción de los abogados defensores para excluir el testimonio de la acusación por parte de un experto que establece paralelos entre las creencias de los acusados y varias teorías de conspiración relacionadas con Ruby Ridge, el asedio de Waco, el atentado de Oklahoma City, y el 9/11 concluyendo que: "Es irrelevante en gran medida para las cuestiones en disputa y el poco valor probatorio que podría agregar está sustancialmente compensado por los riesgos de prejuicios indebidos, confusión y engaño al jurado". El 27 de marzo de 2012, un juez federal absolvió a siete acusados de Hutaree de los cargos más graves relacionados con conspiración y sedición, pero fueron puestos en libertad. David Stone Sr. y Joshua Stone continuaron detenidos por cargos relacionados con armas.  El 8 de agosto de 2012, David Stone Sr., Joshua Stone y Joshua Clough fueron sentenciados a prisión por cargos relacionados con armas, de los cuales se declararon culpables y fueron puestos bajo supervisión durante dos años.

### Devolución de las armas
Después de la absolución de siete miembros de Hutaree, las propiedades confiscadas durante una redada en marzo de 2010 fueron devueltas a sus dueños. Los artículos incluían un anillo de bodas, armas de fuego y artículos de equipo militar sobrante que anteriormente pertenecían a miembros de Hutaree. Además el FBI tuvo que devolver a Stone seis armas largas y un fusil tipo AR-15 semiautomático
Los artículos incautados fueron devueltos, incluyendo cientos de miles de cartuchos, numerosas armas y otros materiales, pero varios artículos, incluidas las armas ilegales tomadas como evidencia, fueron destruidos por el Departamento de Justicia.